# Tine Fischer
Tine Fischer (født 23. september 1968 i København). Grundlægger af CPH:DOX i 2003 og rektor for Den Danske Filmskole.

## Karriere
Tine Fischer har læst Film- og Medievidenskab på Københavns Universitet. Hun arbejdede som programredaktør på Det Danske Filminstitut fra 1995 til 2001 og grundlagde dokumentarfilmfestivalen CPH:DOX i 2002 og har været direktør for festivalen siden 2010. I juni 2018 blev hun administrerende direktør for Fonden De Københavnske Filmfestivaler og overtog dermed ledelsen af fondens to øvrige festivaler, spillefilmsfestivalen CPH PIX og børnefilmsfestivalen Buster. I maj 2021 blev hun rektor for Den Danske Filmskole.

## Udmærkelser
- Robert for årets kortfilm: Girl in the water, fiktion / animation, producer, 2012[2]
- Sær-Bodil, 2014 som leder af festivalen CPH:DOX

## Privat
Tine Fischer bor I København med sin mand Claus Andersen, gallerist og grundlægger/ejer af galleriet Andersen Contemporary og Chart artfair , og to døtre.